# Pteris kiuschiuensis
Pteris kiuschiuensis är en kantbräkenväxtart som beskrevs av Georg Hans Emmo Wolfgang Hieronymus. Pteris kiuschiuensis ingår i släktet Pteris och familjen Pteridaceae. Utöver nominatformen finns också underarten P. k. centrochinensis.